# Vámospércs vasútállomás
Vámospércs vasútállomás egy Hajdú-Bihar vármegyei vasútállomás, Vámospércs településen, a MÁV üzemeltetésében. A belterület déli szélén helyezkedik el, nem messze a 4807-es út vasúti keresztezése közelében; közúti elérését az abból kiágazó 48 319-es számú mellékút biztosítja.

## Vasútvonalak
Az állomást az alábbi vasútvonalak érintik:
- Debrecen–Nyírábrány-vasútvonal

## Kapcsolódó állomások
A vasútállomáshoz az alábbi állomások vannak a legközelebb:
- Haláp megállóhely (Debrecen–Nyírábrány-vasútvonal)
- Szentannapuszta megállóhely (Debrecen–Nyírábrány-vasútvonal)

## Forgalom
| Járat           | Útvonal | Gyakoriság                          |
| --------------- | --- | ----------------------------------- |
| személyvonat    | Tiszalök → Szorgalmatos → Egyházerdő → Tiszavasvári → Tedej → Hajdúnánás-Vásártér → Hajdúnánás → Hajdúdorog → Hajdúvid → Hajdúböszörmény → Zelemér → Hajdúszentgyörgy → Józsa → Tócóvölgy → Debrecen → Vámospércs → Nyírábrány | Munkanapokon napi 1 Nyírábrány felé |
| személyvonat    | Debrecen – Debrecen-Szabadságtelep – Kondoroskert – Nagycsere – Haláp – Vámospércs – Szentannapuszta – Nyírábrány | Napi 5-7 pár                        |
| személyvonat    | Debrecen – Debrecen-Szabadságtelep – Kondoroskert – Nagycsere – Haláp – Vámospércs – Szentannapuszta – Nyírábrány – Valea lui Mihai (Érmihályfalva) – Șimian (Érsemjén) – Șilindru (Érselénd) – Săcueni (Székelyhíd) – Cadia (Kágya) – Diosig (Bihardiószeg) – Roşiori Bihor (Biharfélegyháza) – Tămăşeu (Paptamási) – Biharia (Bihar) – Episcopia Bihor (Biharpüspöki) – Oradea (Nagyvárad) | Napi 1 pár                          |
| személyvonat    | Debrecen – Debrecen-Szabadságtelep – Kondoroskert – Nagycsere – Haláp – Vámospércs – Szentannapuszta – Nyírábrány – Valea lui Mihai (Érmihályfalva) – Curtuişeni (Érkörtélyes) – Resighea (Reszege) – Sanislău (Szaniszló) – Marna (Újmárna) – Carei (Nagykároly) – Domăneşti (Domahida) – Moftin (Kismajtény) – General Gheorghe Avramescu (Gilvács) – Sătmărel (Szatmárzsadány) – Satu Mare Sud (Szatmárnémeti-Dél) – Satu Mare (Szatmárnémeti) | Napi 1 pár                          |
| Szamos EuroCity | (közvetlen kocsikkal Wien Hauptbahnhof – Hegyeshalom – Mosonmagyaróvár – Győr – Tatabánya – Budapest-Kelenföld – Budapest-Keleti – Szolnok – Törökszentmiklós – Kisújszállás – Karcag –) Püspökladány – Hajdúszoboszló – Debrecen – Debrecen-Szabadságtelep – Kondoroskert – Nagycsere – Haláp – Vámospércs – (Szentannapuszta →) Nyírábrány – Valea lui Mihai (Érmihályfalva) – Carei (Nagykároly) – Satu Mare (Szatmárnémeti) – Odoreu (Szatmárudvari) – Medieșu Aurit (Aranyosmeggyes) – Apa – Seini (Szinérváralja) – Cicârlău (Nagysikárló) – Baia Mare (Nagybánya) | Napi 1 pár                          |